# Cyanolanius madagascarinus
Cyanolanius madagascarinus é uma espécie de ave da família Vangidae.
Pode ser encontrada nos seguintes países: Comores, Madagáscar e Mayotte.
Os seus habitats naturais são: florestas secas tropicais ou subtropicais e florestas subtropicais ou tropicais húmidas de baixa altitude.